# Mangifera bullata
Mangifera bullata là một loài thực vật thuộc họ Anacardiaceae. Loài này có ở Indonesia và có thể có ở Malaysia.